# SOIC

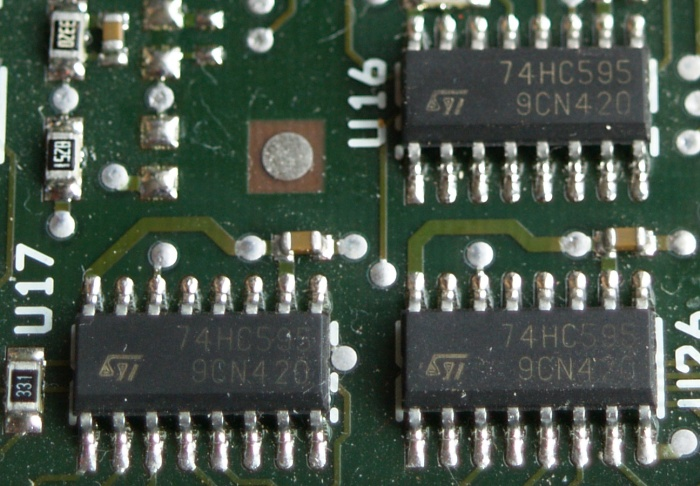
Мікросхеми в корпусі SOIC

SOIC (Small-Outline Integrated Circuit) — тип корпуса мікросхеми, для поверхневого монтажу. Має форму прямокутника з двома рядами виводів по довших сторонах. Мікросхеми в корпусі SOIC займають на 30-50 % менше площі друкованої плати від мікросхем в корпусі DIP, а також до 70 % нижчі. Для посилання на цей тип корпусів використовують літери SO і число виводів. Наприклад, корпус мікросхеми з 14 виводами може мати назву SOIC-14 або SO-14.
Слід мати на увазі, що корпус SO має різну ширину: 150, 208 и 300 тисячних дюйма. Зазвичай їх називають SOxx-150, SOxx-208 і SOxx-300 або пишуть SOIC-xx і вказують номер малюнку.
- SOxx-150 відповідає JEDEC MS-012
- SOxx-208 відповідає EIAJ EDR-7320
- SOxx-300 відповідає JEDEC MS-013 [Архівовано 2 жовтня 2006 у Wayback Machine.]

Також існує версія з загнутими під корпус (в вигляді літери J) виводами. Такий тип корпуса називається SOJ (Small-Outline J-leaded).